# Кевін Філліпс
Кевін Філліпс (англ. Kevin Phillips, нар. 25 липня 1973, Гітчин) — колишній англійський футболіст, нападник. Володар Золотого бутса УЄФА найкращому бомбардиру національних чемпіонатів Європи сезону 1999—2000.
Насамперед відомий виступами за футбольний клуб «Сандерленд», а також за національну збірну Англії.
Володар Кубка англійської ліги.

## Клубна кар'єра
Народився 25 липня 1973 року в місті Іткін. Вихованець футбольної школи клубу «Саутгемптон».
У дорослому футболі дебютував у 1992 році виступами за команду клубу «Балдок Таун», в якій провів два сезони, взявши участь у 71 матчі чемпіонату.
Протягом 1994—1997 років захищав кольори команди клубу «Вотфорд».
Своєю грою за останню команду привернув увагу представників тренерського штабу клубу «Сандерленд», до складу якого приєднався у 1997 році. Відіграв за клуб з Сандерленда наступні шість сезонів своєї ігрової кар'єри. Більшість часу, проведеного у складі «Сандерленда», був гравцем атакувальної ланки основного складу команди. У складі «Сандерленда» був одним з головних бомбардирів команди, маючи середню результативність на рівні 0,54 голу за гру першості.
Згодом з 2003 до 2011 року грав у складі команд клубів «Саутгемптон», «Астон Вілла», «Вест-Бромвіч Альбіон» та «Бірмінгем Сіті».
До складу клубу «Блекпул» приєднався у 2011 році. Всього за клуб з Блекпула 56 матчів в національному чемпіонаті.

## Виступи за збірну
У 1999 році дебютував в офіційних матчах у складі національної збірної Англії. Провів протягом 1999—2002 років у формі головної команди країни 8 матчів, після чого до її лав не викликався.
У складі збірної був учасником чемпіонату Європи 2000 року у Бельгії та Нідерландах.

## Титули і досягнення

### Командні
- Володар Кубка Футбольної ліги (1):

«Бірмінгем Сіті»: 2010–11

### Особисті
- Найкращий бомбардир Прем'єр-ліги (1):

1999–00 (30)
- Володар Золотого бутса (1):

2000